# Доморадский, Моисей Яковлевич
Моисей Яковлевич Доморадский (Доморацкий, Деморацкий) (1834 — 1898, Двинск) — генерал-лейтенант, герой русско-турецкой войны 1877—1878 годов.

## Биография
Родился 28 августа (9 сентября) 1834 года.
Образование получил в 1-м Московском кадетском корпусе, из которого выпущен 13 августа 1852 года прапорщиком во 2-й резервный сапёрный батальон.
В 1853—1854 принимал участие в кампании против турок на Дунае и 11 марта 1854 года за боевые отличия был произведён в подпоручики. Далее, продолжая службу по инженерным войскам, был произведён в поручики и с 5 января 1859 года состоял штабс-капитаном при военно-учебном ведомстве.
16 декабря 1861 переименован в поручики с переводом в артиллерию и 25 июля 1863 года произведён в штабс-капитаны. Принимал участие в подавлении восстания 1863—1864 годов в Польше, за отличие награждён орденом св. Анны 3-й степени.
24 июля 1871 года с производством в подполковники вновь вернулся в инженерные войска и 18 декабря 1874 года получил в командование 3-й понтонный полубатальон. В том же году назначен в состав комиссии при Главном инженерном управлении для составления понтонного устава. 25 декабря 1875 года произведён в полковники.
В 1877—1878 годах находился в рядах действующей на Дунае против турок армии. 4 августа 1877 года ему была пожалована золотая сабля с надписью «За храбрость»
За отличное мужество и храбрость, оказанные при переправе войск через Дунай у города Зимницы, в ночь с 14-го на 15-е июня.
27 марта 1880 года он был награждён орденом св. Георгия 4-й степени
В воздаяние за отличие, оказанное в ночь с 14 на 15 Июня 1877 года, во время форсирования переправы чрез Дунай у Зимницы, где выказал отличную распорядительность и примерную храбрость, заведуя посадкою войск на понтоны, под сильным огнём неприятеля.
Также за эту кампанию он был удостоен ордена св. Анны 2-й степени с мечами.
В 1884 году был вновь назначен в комиссию при Главном инженерном управлении для пересмотра понтонного устава и рассмотрения предложенного им проекта облегчённых понтонных фур, которые по результатам обсуждения и были введены в понтонных парках.
16 сентября 1886 года был назначен комендантом Динамюндской (Усть-Двинской) крепости, 25 декабря 1886 года произведён в генерал-майоры. 14 мая 1896 года получил чин генерал-лейтенанта.
Скоропостижно скончался на станции Двинск 14 января 1898 года по пути в Вильну по делам службы, из списков исключён 23 января. Похоронен 17 января в Ковно.
Доморадский активно сотрудничал с «Инженерным журналом», в котором был помещён ряд его статей, посвящённых военно-инженерному делу.
Был женат и имел трёх детей.

## Награды
Среди прочих наград Доморадский имел ордена:
- Орден Святого Станислава 3-й степени (1860)
- Орден Святой Анны 3-й степени (1864)
- Орден Святого Станислава 2-й степени (1870, императорская корона к ордену в 1872)
- Орден Святого Владимира 4-й степени (1877, за беспорочную выслугу 25 лет в офицерских чинах)
- Золотая сабля с надписью «За храбрость» (4 августа 1877)
- Орден Святой Анны 2-й степени с мечами (1879)
- Орден Святого Георгия 4-й степени (27 марта 1880)
- Орден Святого Владимира 3-й степени (1882)
- Орден Святого Станислава 1-й степени (1890)
- Знак отличия беспорочной службы за XL лет (22 августа 1893)
- Орден Святой Анны 1-й степени (30 августа 1894)